# Vilayphone Vongphachanh
Vilayphone Vongphachanh (laot. ວິໄລພອນ ວົງພະຈັນ; ur. 6 kwietnia 1989) – laotańska pływaczka, olimpijka. Siostra Bounthanoma, również pływaka.
Dwukrotna olimpijka (IO 2004, IO 2008). Na obu igrzyskach startowała w eliminacjach 50 metrów stylem dowolnym. W Atenach uzyskała najsłabszy, 73. rezultat całych eliminacji (36,57 s). Cztery lata później w Pekinie uzyskała 84. wynik rundy eliminacyjnej, wyprzedzając sześć rywalek (34,79 s).